# Chlorocebus pygerythrus
Chlorocebus pygerythrus là một loài động vật có vú trong họ Cercopithecidae, bộ Linh trưởng. Loài này được F. Cuvier mô tả năm 1821.

## Hình ảnh

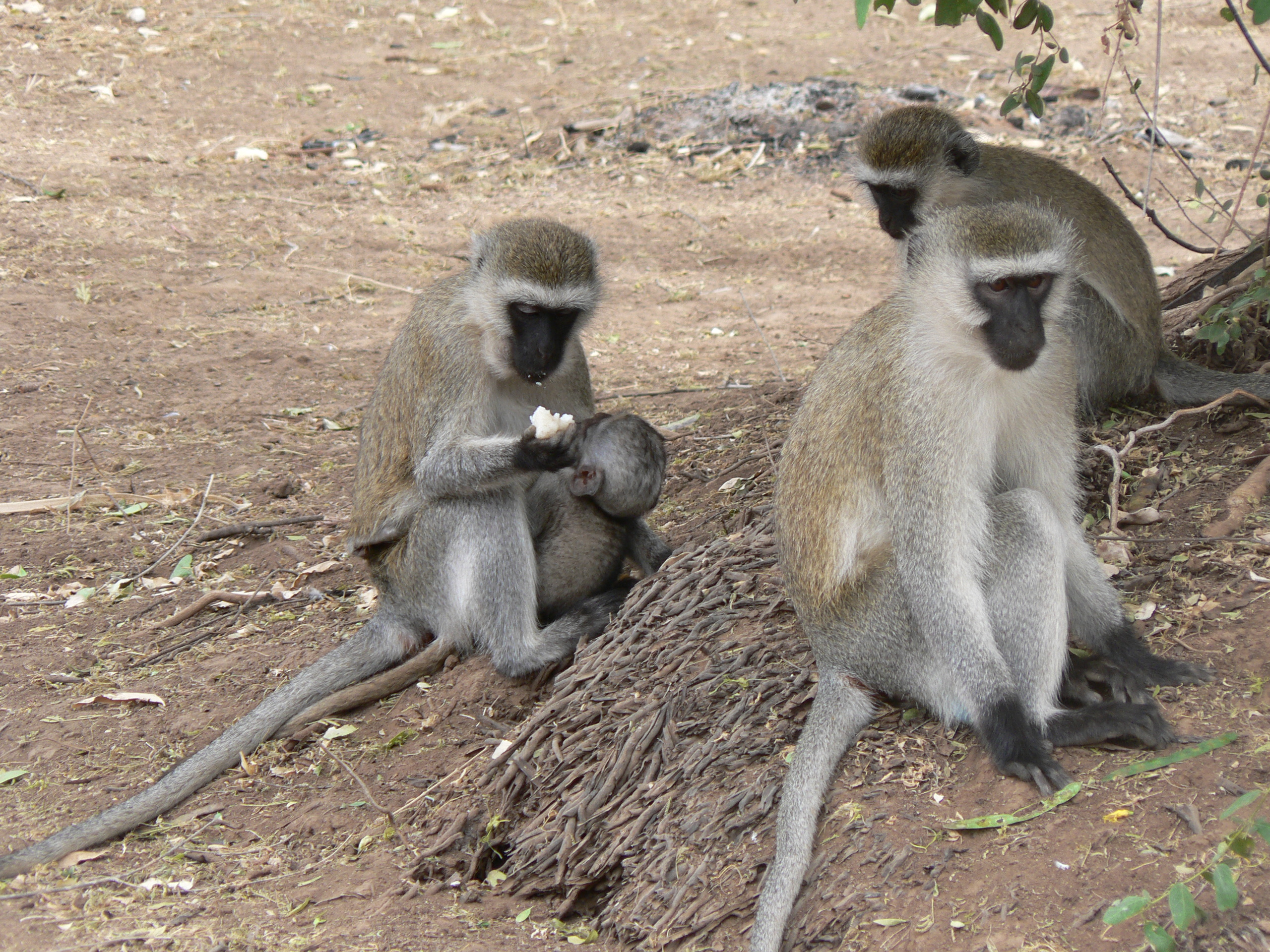
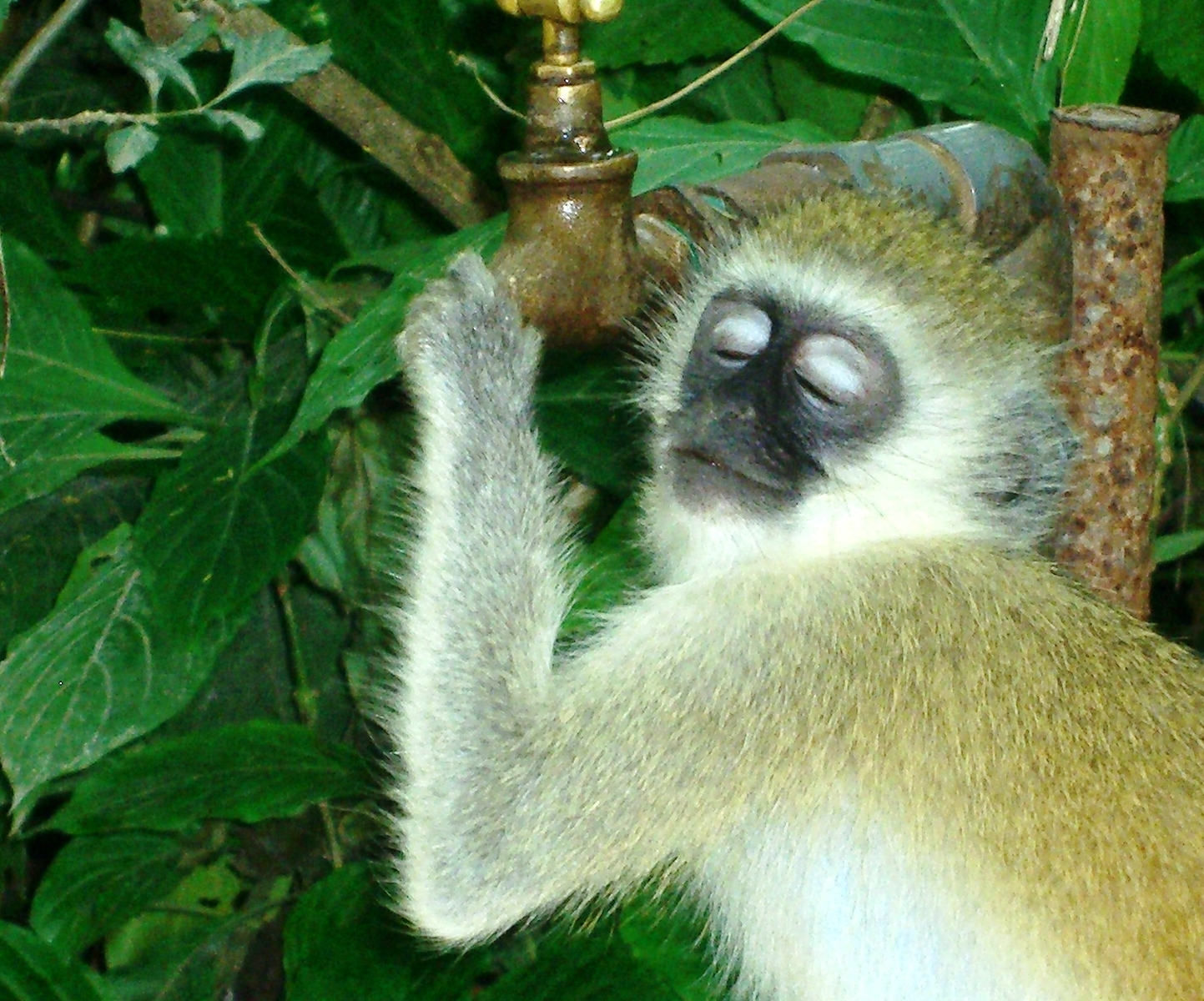
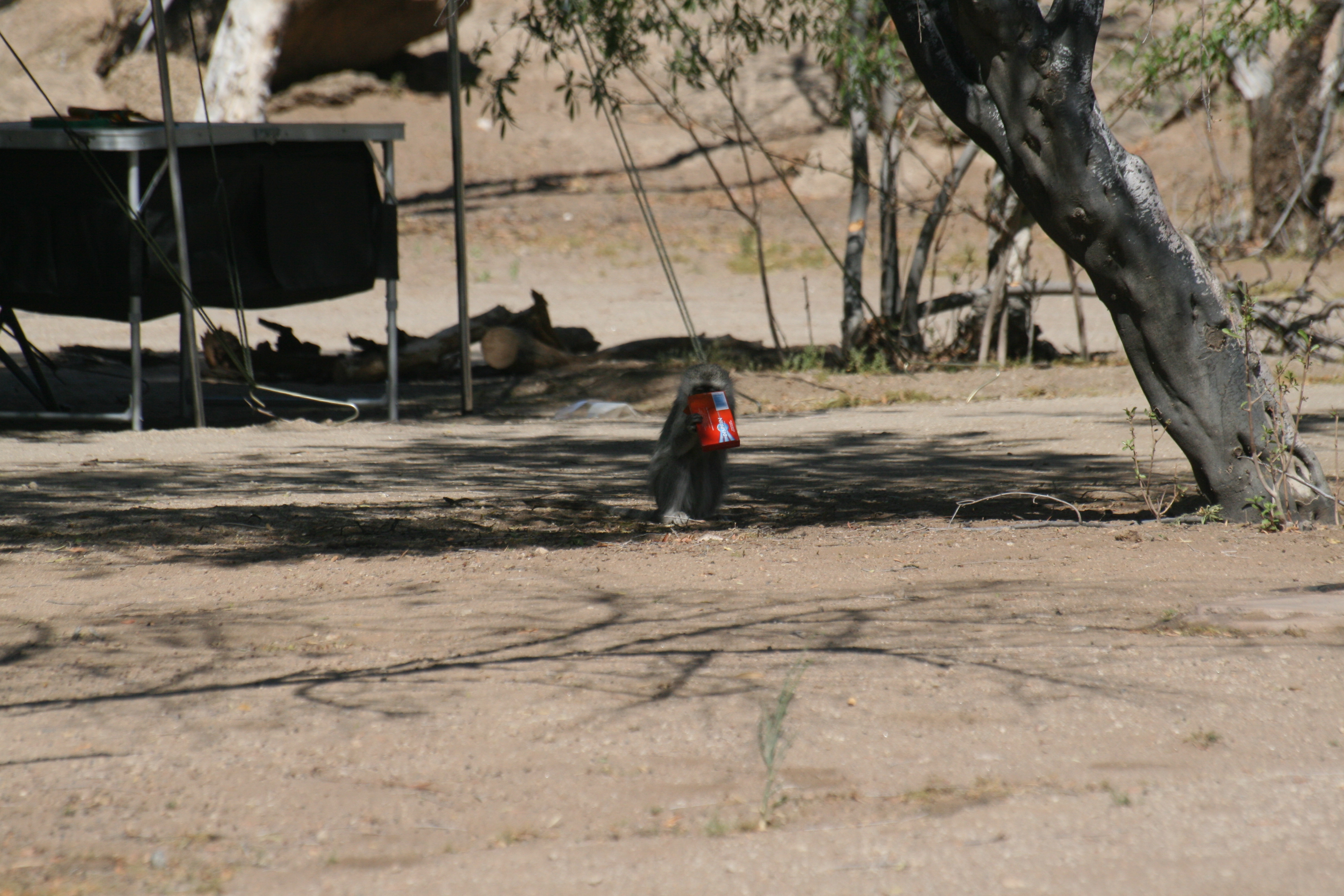
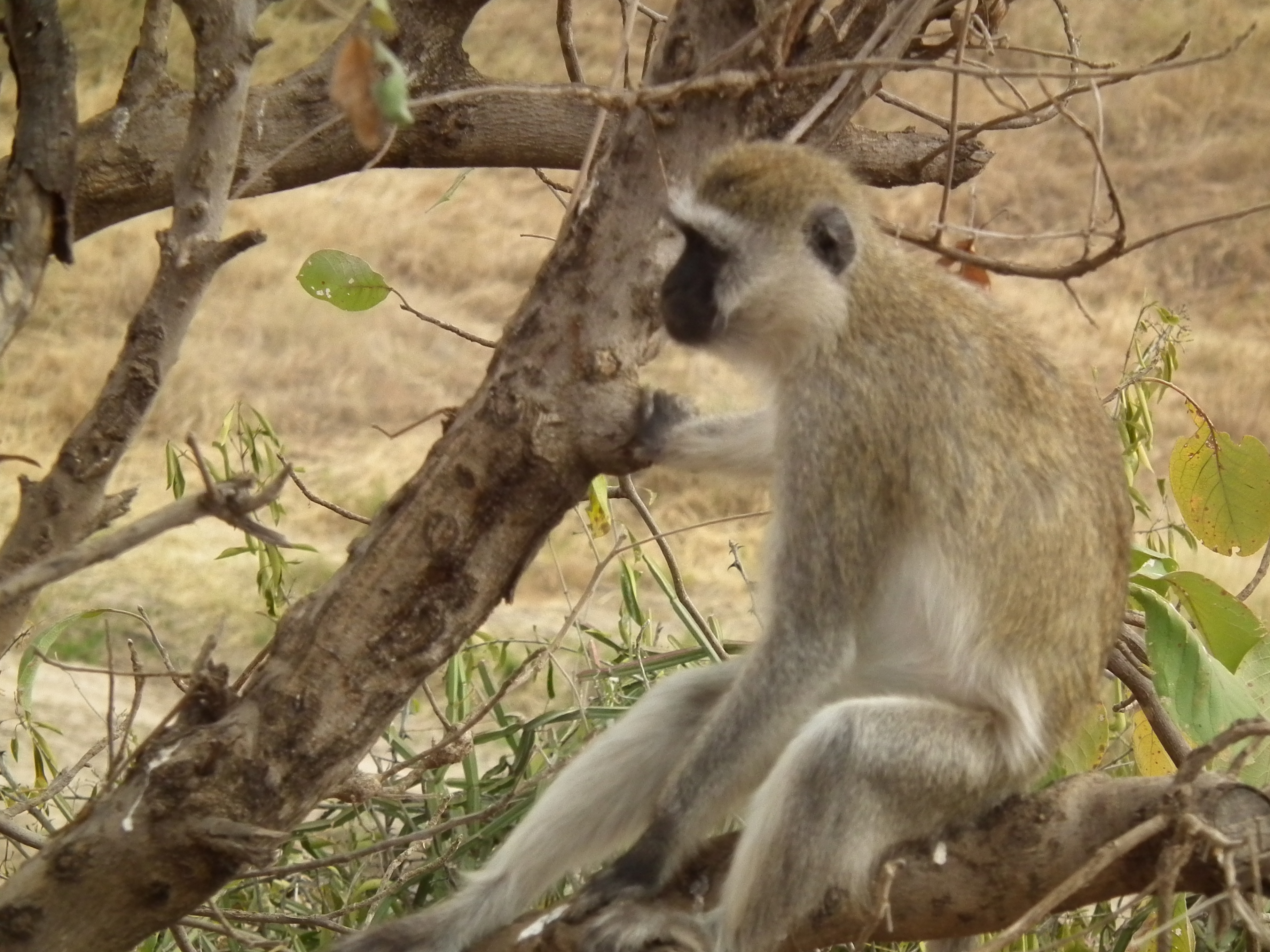